# Менеджер загрузок
Менеджер загрузок (англ. download manager) — компьютерная программа, предназначенная для загрузки файлов из Интернета или локальной сети.
На данный момент (2023-й) менеджеры загрузок практически не используются: базовая функциональность встроена в браузеры и другое интернет-ПО, а продвинутая — с распространением широкополосного интернета нужна крайне редко.

## Функции
- Приостановка загрузки файла.
- Возобновление загрузки файла с последнего места его прерывания (так называемая «докачивание»).
- Загрузка файла в несколько потоков, что позволяет увеличить скорость загрузки, если пропускная способность клиента выше доли пропускной способности, выделяемой сервером на одно соединение.
- Ограничение скорости загрузки.
- Рекурсивная загрузка (создание локального зеркала).
- Удобная организация загрузок, хранение ссылок к загруженным файлам.
- Создание списков загрузок в различных форматах.
- Загрузка файлов по расписанию.
- Проверка загруженных файлов антивирусными программами.